# Regija Murcia
Regija Murcia (špa. Región de Murcia) je španjolska autonomna zajednica, smještena na jugoistoku Pirenejskog poluotoka, između Andaluzije i Zajednice Valencije, te između Sredozemnog mora i Kastilje-La Manche. Glavni grad ove autonomne zajednice je Murcia, gdje je i sjedište regionalnih tijela, osim Regionane skupštine (španj. Asamblea Regional), kojoj je sjedište i Cartageni.
Trećina stanovništva Regije Murcia živi u njezinom glavnom gradu. Regija je jedan od europskih najvećih proizvođača voća, povrća i cvijeća. Također, regija je poznata po vinogradima, koji su smješteni u blizini Bullas, Yecla, i Jumilla.

## Zemljopisna obilježja
Regija je smještena na krajnjem istoku Betijskih kordiljera, koji se dijele na Peribetijske, Subbetijske i Penibetijske kordiljere.
Otpriike 27% teritorija ove autonomne zajednice je planinsko, 38% su zavale unutar planinskih područja, dok je ostatak od 35% ravničarski i brežuljkast.
Klima Regije Murcia je mediteranska, koju karakteriziraju suhe zime (11ºC je prosječna temperatura u prosincu i siječnju) i vruća ljeta (s prosječnim temperaturama i do 40ºC). Prosječna godišnja temperatura je 18ºC.
S prosječnim padalinama između 300 i 350 mm godišnje, Regija Murcia ima tijekom godine između 120 i 150 dana tijekom kojih je nebo potpuno vedro. Travanj i listopad su mjeseci s najviše padalina.
S obzirom na udaljenost od mora te karakteristikama reljefa, javljaju se temperaturne razlike iz među obalnih područja i unutrašnjosti, prije svega u zimskim mjesecima. Dok se temperature na obali rijetko spuštaju ispod 10ºC, u okruzima u unutrašnjosti ne prelaze 6ºC, što se odražava i na koičinu padalina.
Grad Murcia drži rekord po najvišoj izmjerenoj temperaturi u Španjolskoj tijekom XX. stoljeća. Dana 4. srpnja 1994. godine izmjereno je 47,2ºC.
Riječna mreža sastoji se or rijeke Rio Segura te njezinih pritoka: 
- Río Mundo
- Río Alhárabe i njezin pritok Benamor
- Río Mula
- Río Guadalentín.

U Regiji se također nalazi i najveće priodno jezero u Španjolskoj - Mar Menor (Malo more). To je jezero sa slanom vodom smješteno tik uz more. Proglašeno je posebnim zaštićenim područjem od interesa za Mediteran (UN).